# Christian Andreu
Christian Andreu (Bayona, Francia, 15 de noviembre de 1976) es un músico francés, mayormente conocido por ser guitarrista de la banda de death metal Gojira. También es conocido como "The Dragon Christian", y ofrece clases de guitarra en las giras de la banda.

## Carrera musical
Las influencias musicales de Christian Andreu incluyen bandas tales como Morbid Angel, Metallica, Death, Slayer, Tool y la música clásica. Sus bandas favoritas son Metallica, Tool, La Tordue, Barbara, Jacques Brel, Brassens entre otras.
Andreu fue un fanático de Metallica mientras crecía. "¡Kirk Hammett es el chico!". "Vi todos los conciertos y vídeos de Metallica y me dije a mí mismo que eso es lo que quería hacer".
El músico pasó su adolescencia solo en su habitación aprendiendo guitarra con la ayuda de la tablatura. Su dedicación monástica lo ayudó a desarrollar un sólido conjunto de habilidades técnicas, pero no comprendió todo el poder creativo de su instrumento hasta que no conoció a Joe Duplantier. "Descubrí a un artista", "alguien que pone toda su alma en cada nota... Me enseñó a ser uno con mi instrumento. Cómo tocar con potencia y precisión, estando ajustado en los tiempos. Siempre fue tan natural para él".
En 2007, colaboró en el álbum Òrb, perteneciente a la banda experimental de rock progresivo étnico-tribal, Familha Artús. Concretamente tocó la guitarra en las canciones "Òrb" y "Pater Deu Lop".
Christian Andreu solo escucha a unos pocos artistas de metal fuera de Gojira. Andreu escucha principalmente música clásica. También escucha música búlgara, india y björk. Andreu cita "Symbolic" de la banda Death como la canción que lo retrata.

## Vida personal
Christian Andreu vive cerca de la naturaleza en la costa suroeste de Francia, cerca de San Sebastián, España. Mantiene su huerto orgánico cuando no está de gira, y practica la pesca.
En mayo de 2019, en el Sonic Temple Festival de Ohio,  al final de la canción "Stranded", la pirotecnia y el fuego usada en el espectáculo llegaron hasta su rostro a causa del fuerte viento. Quemado superficialmente, Andreu tuvo que dejar a sus compañeros, pero volvió al escenario para completar el concierto, mientras se tomaba descansos entre canciones para echarse agua en la cara. Desde entonces se ha recuperado.

## Equipamiento
Jackson rindió homenaje a Christian Andreu con el modelo Pro Series Signature Christian Andreu Rhoads RRT.
Este sofisticado instrumento consta de un cuerpo de álamo con tapa de arce (acabado natural), un clavijero a juego y accesorios negros.
Jackson y especialmente los Rhoads son perfectos para él y está muy contento con su modelo exclusivo. Tiene esa hermosa estética orgánica y su sonido es muy poderoso. Christian no podría estar más orgulloso de esta colaboración con Jackson.
Confía en una combinación de equipo moderno con sensibilidad vintage. Su arsenal se basa en su querida Jackson Rhoads RR, de la cual tiene dos modelos exclusivos: USA RR Signature Satin Black y Pro Series RRT Natural. Desde la primera vez que probó esa guitarra, nunca quiso tocar nada más. Se adapta perfectamente a él y le encanta la forma. Es tan agresiva como hermosa.
Para la amplificación, emplea un EVH 5150 III Stealth, que triplica para los espectáculos en directo de Gojira. Uno entra en un gabinete de aislamiento Box of Doom, cargado con un altavoz Redback Celestion de 150 vatios. El segundo va a sus gabinetes EVH en directo sobre el escenario y el tercero va a una caja de carga digital Two Notes Torpedo Live y un emulador de cabina, que sirve como repuesto. 
Obtiene la distorsión únicamente de sus amplificadores EVH y opta por un FX Loop con un TC Electronic Hall of Fame Reverb y Flashback Delay y un retardo analógico MXR Carbon Copy, además de una serie de pedales en la parte delantera del amplificador que incluye un afinador Boss TU-3, DigiTech Whammy y un MXR Smart Gate Pro.
- Guitarras
  - Jackson RR1t
  - Jackson RR personalizada (con incrustación "G" en el traste 12)
  - Jackson RR5
  - Gibson Explorer (The Link Alive)
- Amplificadores
  - EVH 5150 III 100 watt HEAD (L'Enfant Sauvage)
  - EVH 5150 III 4 × 12 Cab
- Pedales
  - Boss TU-2
  - MXR Smart-Gate
  - MXR Carbon Copy Delay
- Accesorios
  - Mesa Boogie Dual Rectifier (Terra Incognita - The Link)
  - Peavey 6505 +, 6505, 5150, 5150 II (From Mars to Sirius - The Way of All Flesh)[11]

## Discografía

### Con Gojira
Como Godzilla
- Victim (demo, 1996)
- Possessed (demo, 1997)
- Saturate (demo, 1999)
- Wisdom Comes (demo, 1999)

Como Gojira
- Terra Incognita (2000)
- Maciste All Inferno EP (2003)
- The Link (2003)
- Indians (2003)
- The Link Alive (en vivo, 2004)
- From Mars to Sirius (2005)
- The Way of All Flesh (2008)
- The Flesh Alive (en vivo, 2012)
- End of Time EP (2012)
- L'Enfant Sauvage (2012)
- Explosia (2012)
- Liquid Fire (2012)
- L'Enfant Sauvage (2012)
- Magma (2016)
- Fortitude (2021)
- Our Time is Now (2022)
- Mea Culpa (Ah! Ça ira!) (2024)

### Con Familha Artús
- Òrb (2007)